# Villa delle Peschiere
La villa Pallavicino delle Peschiere è situata a Genova in via San Bartolomeo degli Armeni 5, nella zona di Manin, in un luogo che, nel momento in cui la villa fu edificata, si trovava all'esterno delle mura. Costruita intorno al 1560 per il patrizio genovese Tobia Pallavicino come villa suburbana, nel Seicento fu inclusa all'interno della cerchia delle Mura Nuove e, in seguito all'espansione ottocentesca, oggi si trova nel centro della città.

## Storia
La villa fu costruita intorno al 1560 dal ricco patrizio genovese Tobia Pallavicino, commerciante in allume, come soggiorno suburbano in posizione elevata sulla città, in una zona che - nel Cinquecento - si trovava all'esterno delle mura. Nello stesso periodo della costruzione della villa, Tobia Pallavicino commissionava anche il suo palazzo di città nella costruenda Strada Nuova, oggi via Garibaldi, meglio conosciuto come Palazzo Carrega Cataldi.
I disegni della villa sono attribuiti a Galeazzo Alessi, a cominciare da Raffaele Soprani, sebbene già questi avesse manifestato alcuni dubbi sulla paternità progettuale, in particolare riguardo ad "alcune riforme e alcune aggiunte" di cui presume l'intervento di Giovanni Battista Castello detto il Bergamasco, l'architetto del coevo palazzo di città.
La villa subì qualche adattamento a carattere utilitario e un generale restauro prima del 1846. Il vasto parco fu tagliato dall'apertura di via Peschiera nella seconda metà dell'Ottocento.
Tra gli ospiti di Villa delle Peschiere vi fu Charles Dickens, che lasciò testimonianza scritta del paesaggio di Genova e della spianata dell'Acquasola dal parco della villa.
I Savoia nella Villa nascosero la Sacra Sindone quando i francesi avevano minacciato la conquista di Torino
.

## Descrizione

### Architettura
Villa delle Peschiere segna una maturazione rispetto a villa Giustiniani Cambiaso (Albaro), la prima opera sicura dell'Alessi a Genova. Il progetto alessiano di Villa delle Peschiere risolve il rapporto con il giardino per mezzo di due ingressi di uguale importanza da entrambi il lati, realizzando un'organica continuità nello sviluppo dei vani centrali e nel rapporto con la scala. La facciata sud è più riccamente decorata, con una composizione geometrica e un sontuoso impianto decorativo a lesene ioniche e corinzie, con cornicione e balaustra. Gli ordini architettonici furono proiettati nel paesaggio del parco, con una serie di terrazzamenti scenografici e una serie di serliane che accompagna il visitatore in un crescendo trionfale, dal basso verso l'alto, dalla città alla villa.

### Decorazione
I motivi a stucco delle logge e il bagno esagonale, alquanto di moda nelle ville genovesi dell'epoca, furono realizzati da Marcello Sparzo, allievo del Castello. La ricca decorazione pittorica al piano nobile, quasi completamente conservata, è attribuita al Semino, con alcuni interventi di Luca Cambiaso, al quale si attribuisce il ciclo pittorico a tema mitologico di alcune sale laterali.

### Il parco
Il giardino, di cui rimane memoria nei disegni di Martin-Pierre Gauthier, è oggi tagliato nella parte bassa da via Peschiera. Originariamente, il parco era ricco di apparati scenografici ed effetti prospettici, che modellavano l'immagine del giardino a terrazze digradanti, e di cui rimangono ancora il prospetto a serliana e la grotta artificiale, decorata con mosaici polimaterici e con cariatidi negli stipiti. Intorno alla villa, rimane ancora una zona pianeggante a giardino, che conserva in mezzo alla vasca una statua di Gian Giacomo Vansoldo.

## Galleria d'immagini

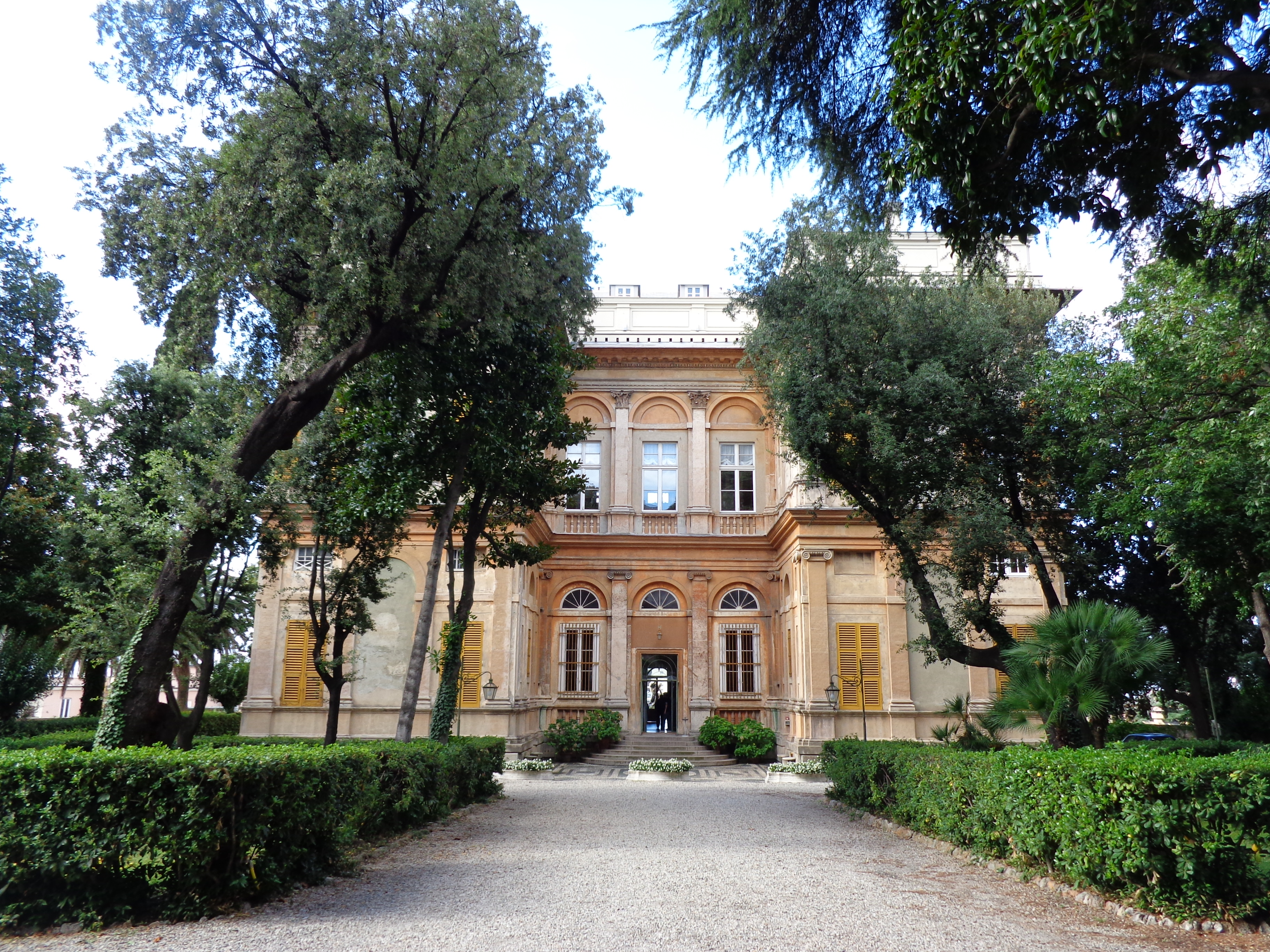
Villa Pallavicino delle Peschiere, facciata nord
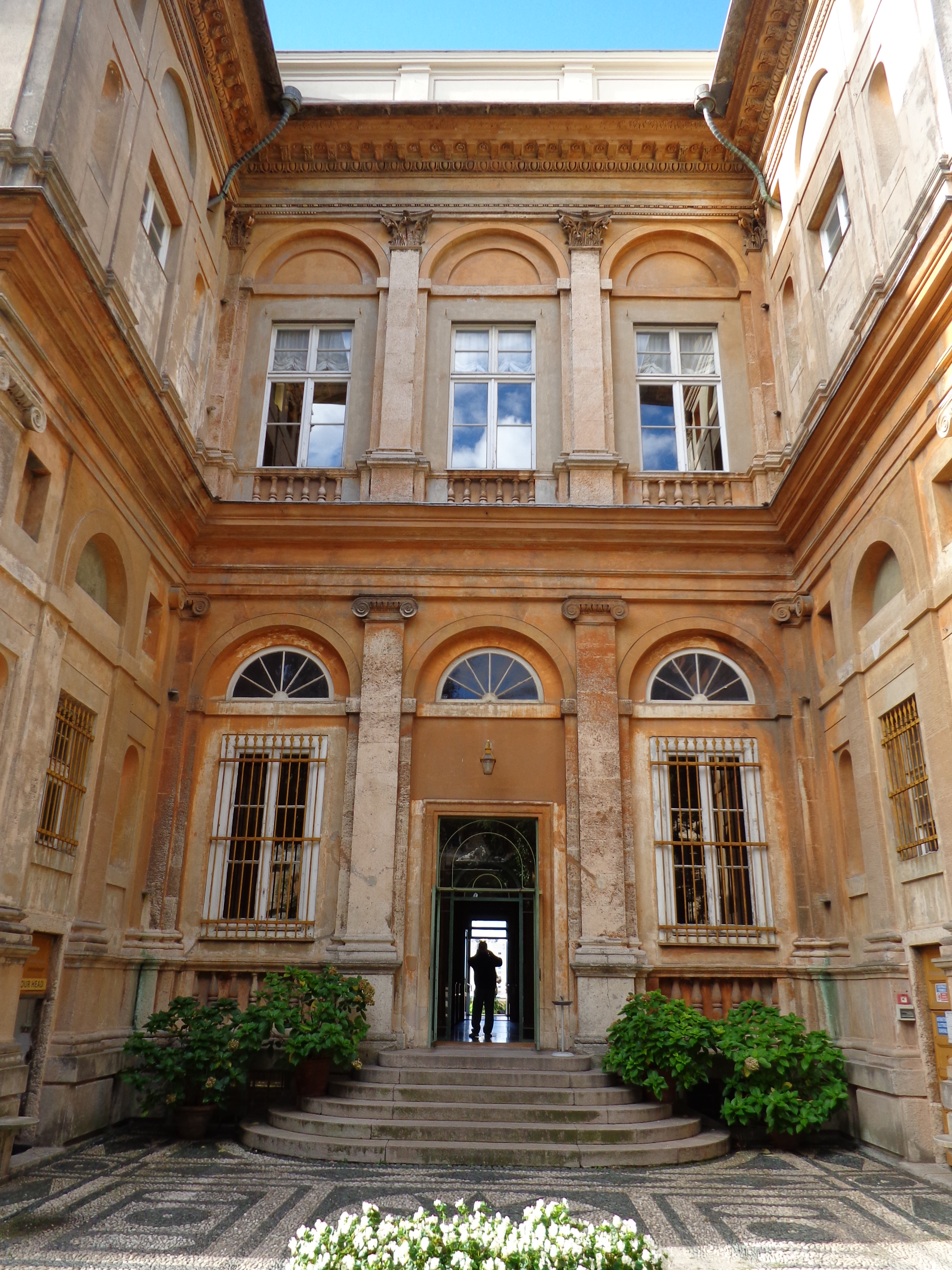
Villa Pallavicino delle Peschiere, facciata nord
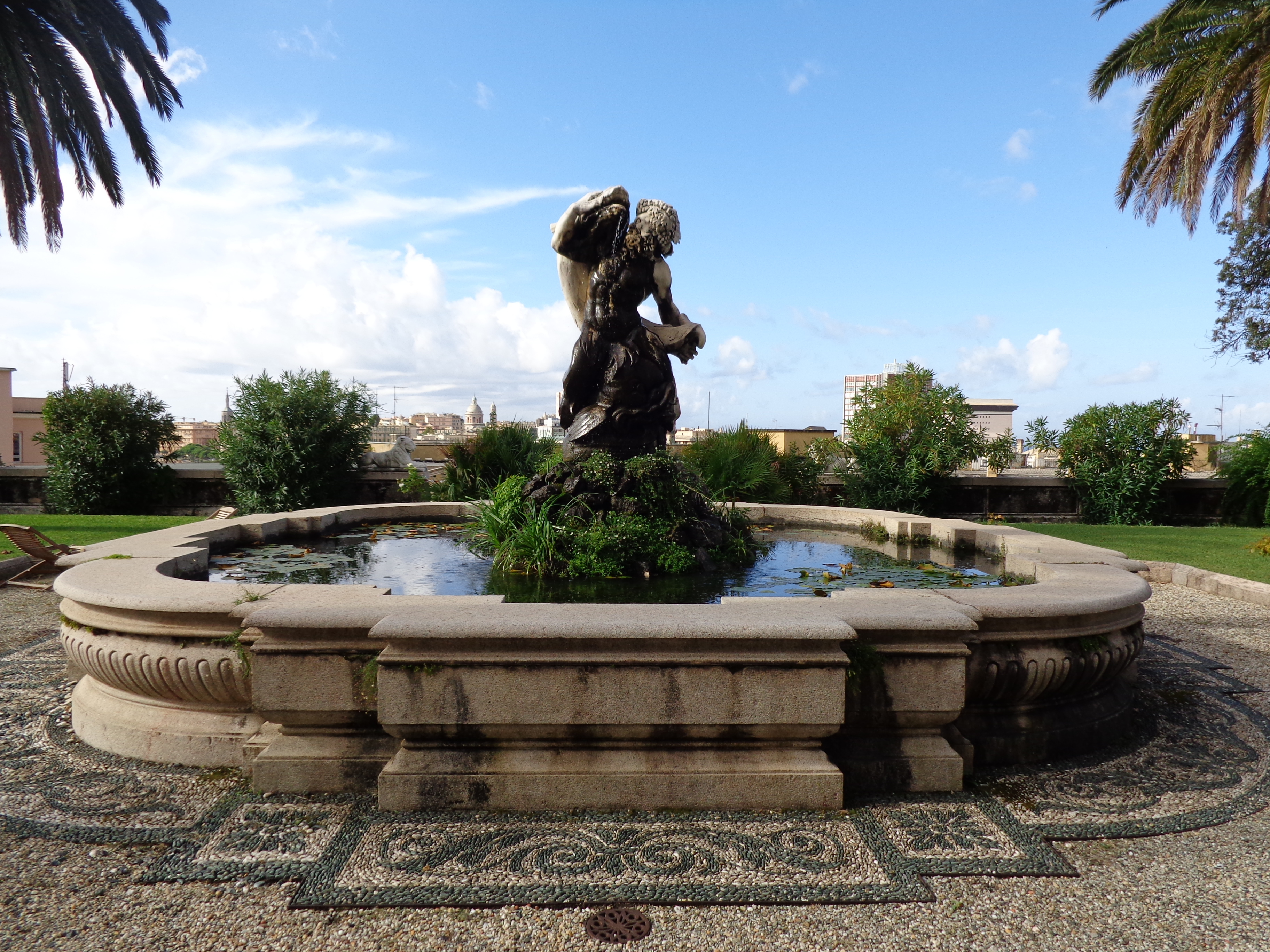
Villa Pallavicino delle Peschiere, fontana
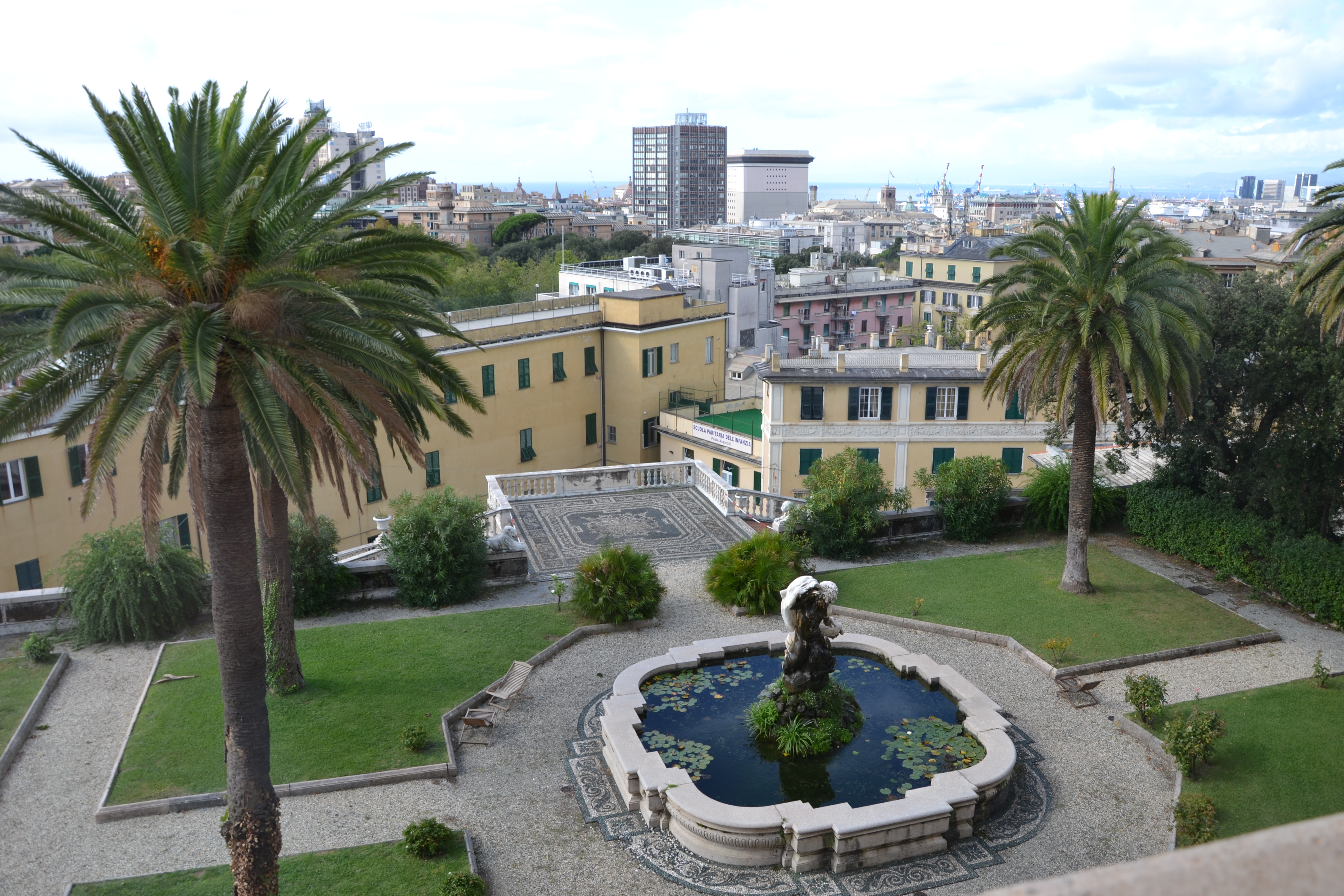
Villa Pallavicino delle Peschiere, fontana e vista sud
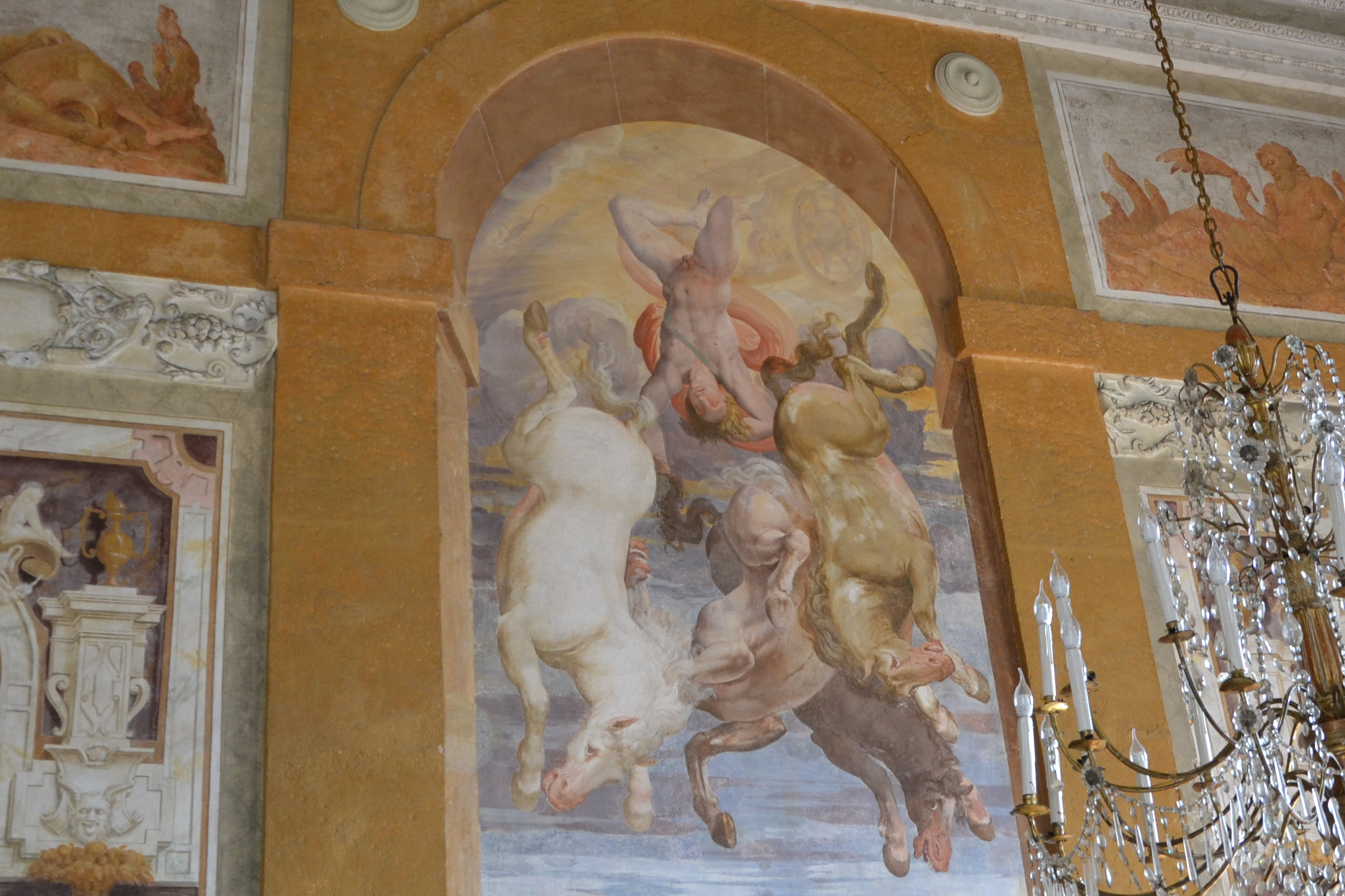
Villa Pallavicino delle Peschiere, interno
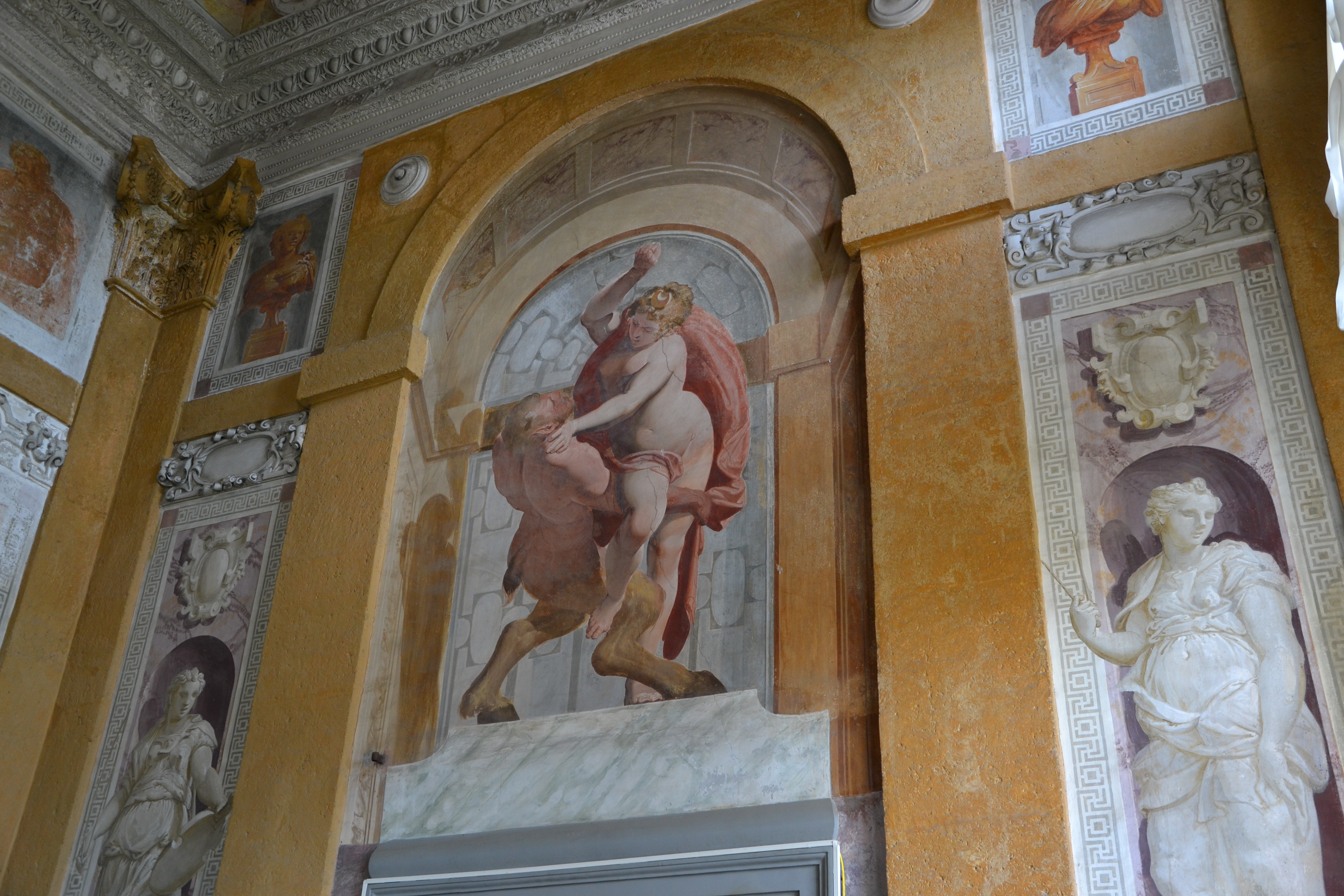
Villa Pallavicino delle Peschiere, interno
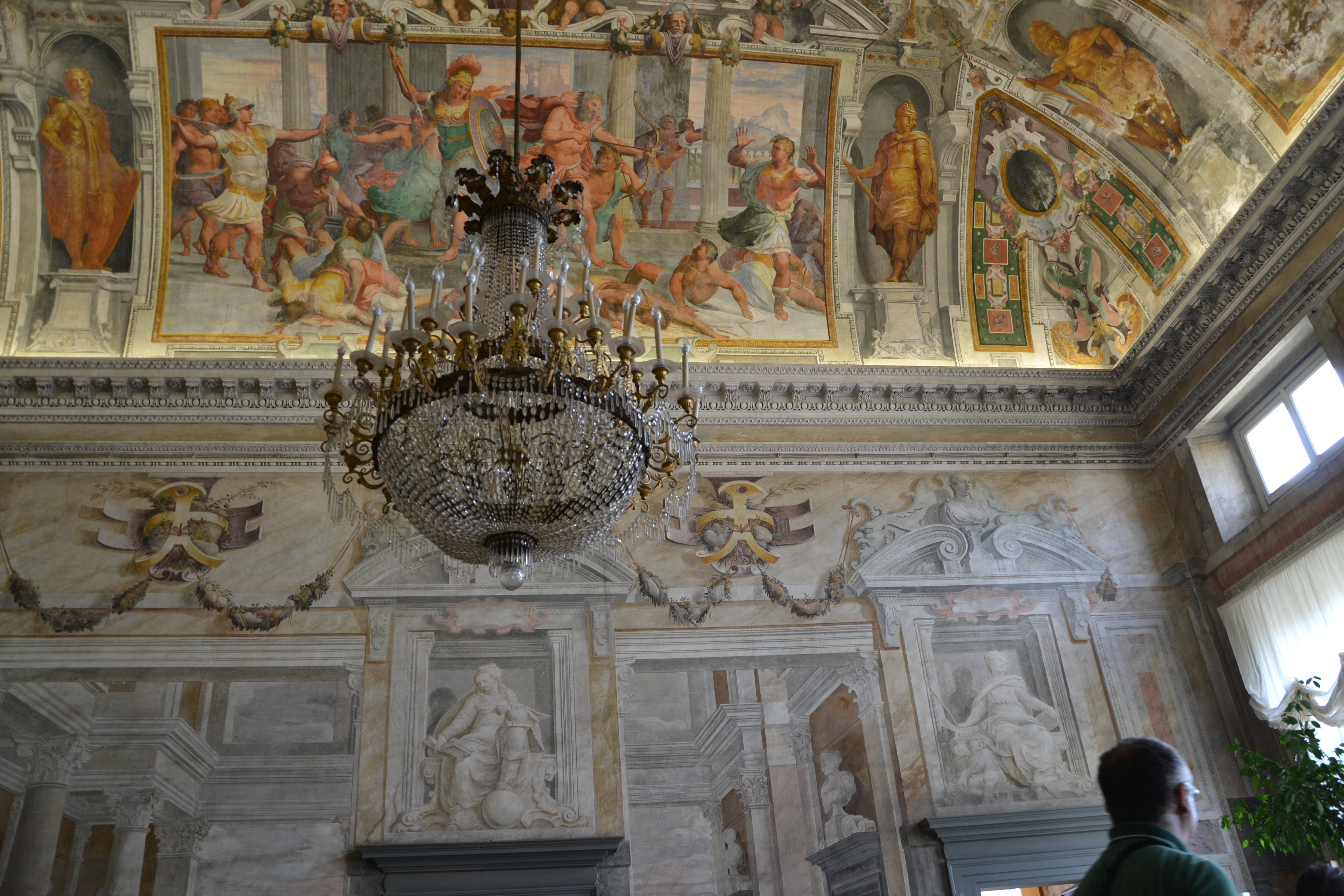
Villa Pallavicino delle Peschiere, interno
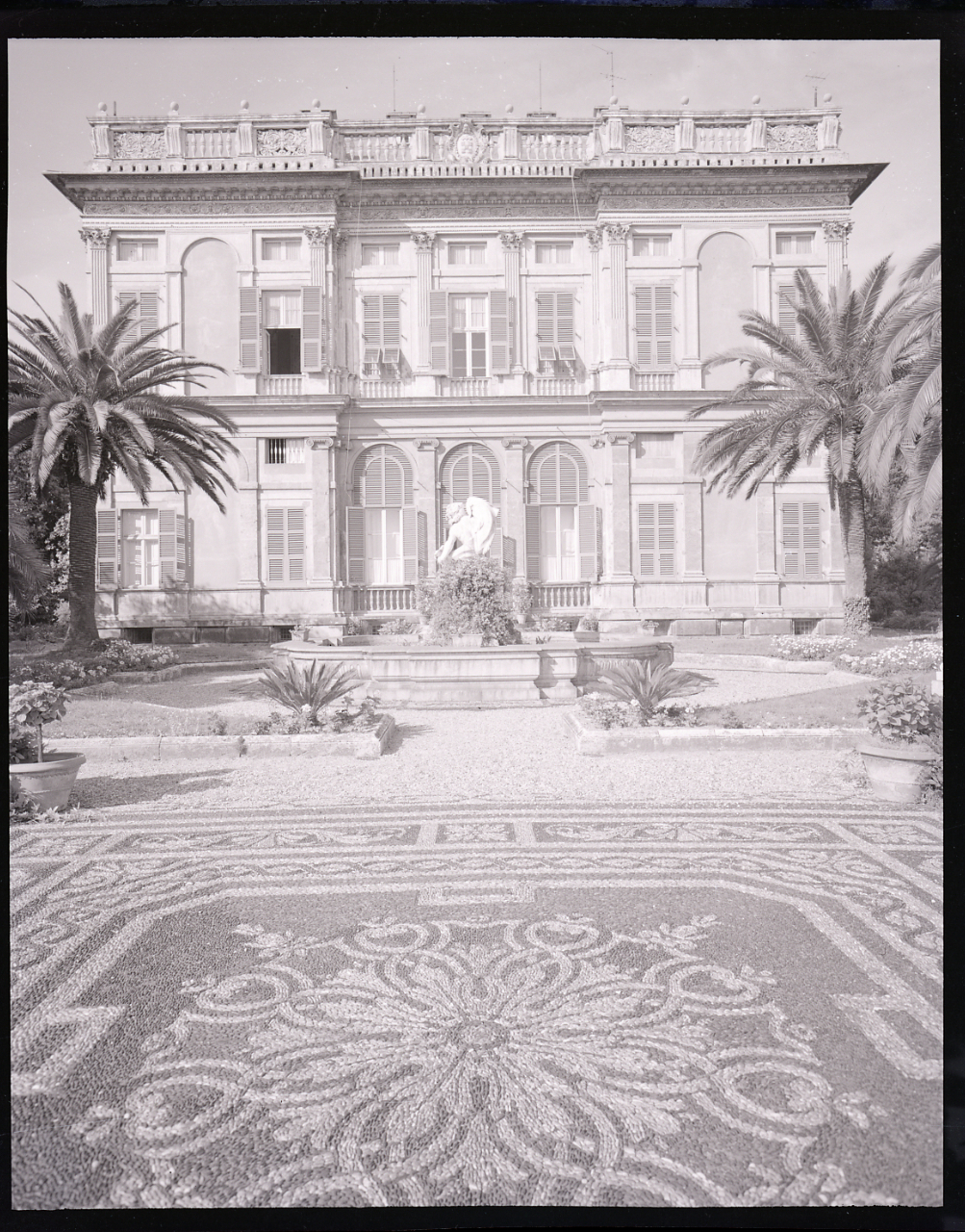
Villa delle Peschiere nelle foto di Paolo Monti, 1963
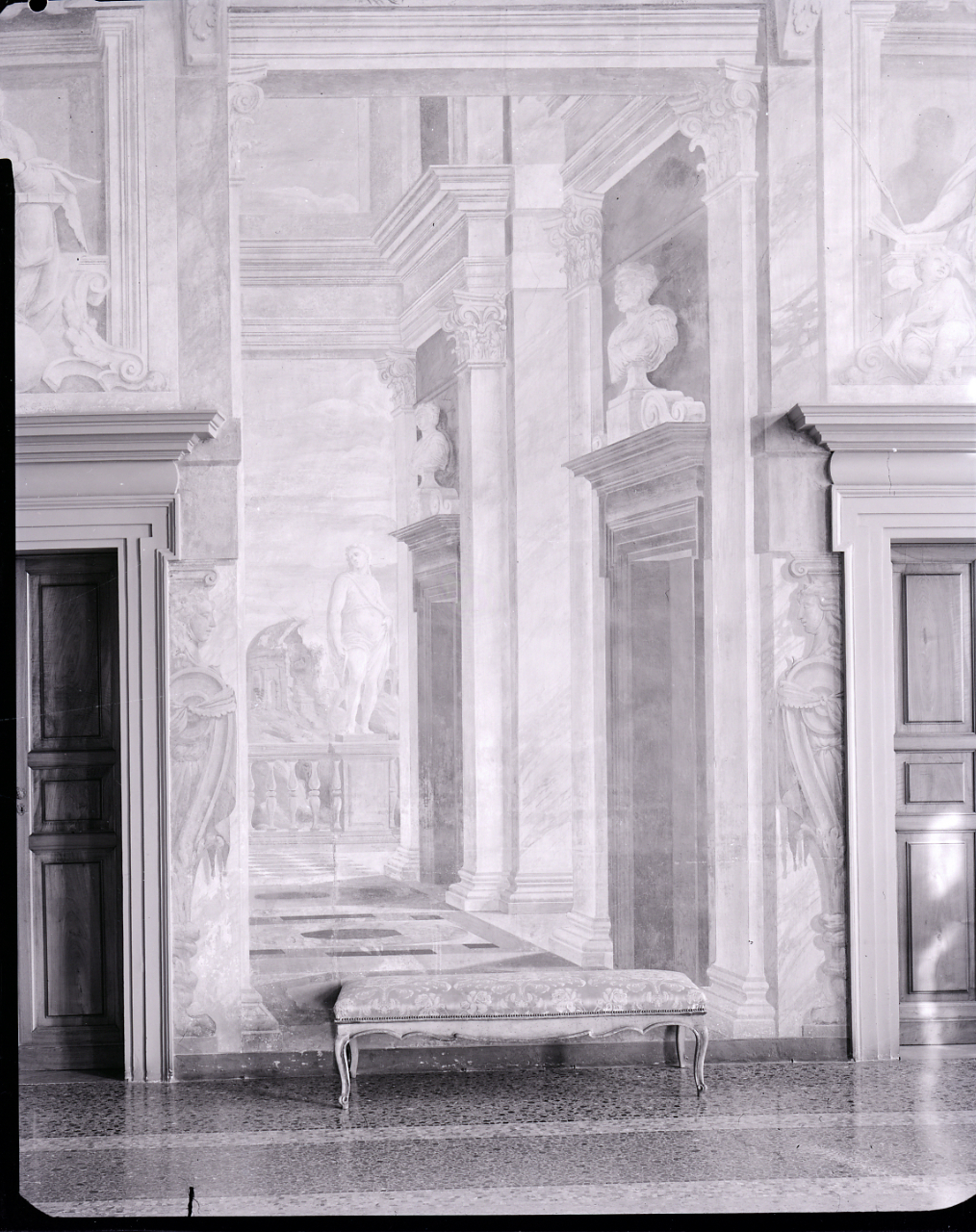
Villa delle Peschiere nelle foto di Paolo Monti, 1963
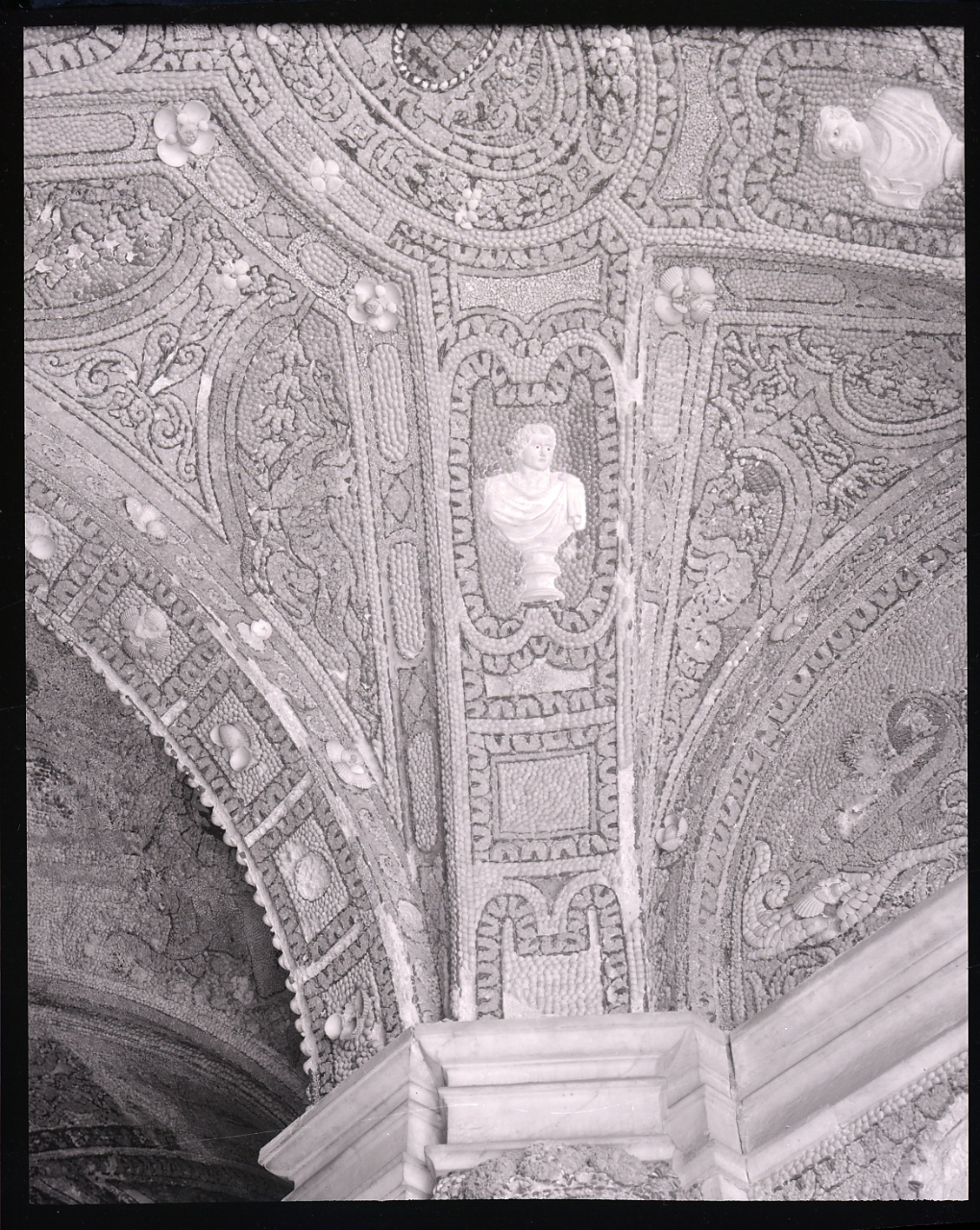
Villa delle Peschiere nelle foto di Paolo Monti, 1963
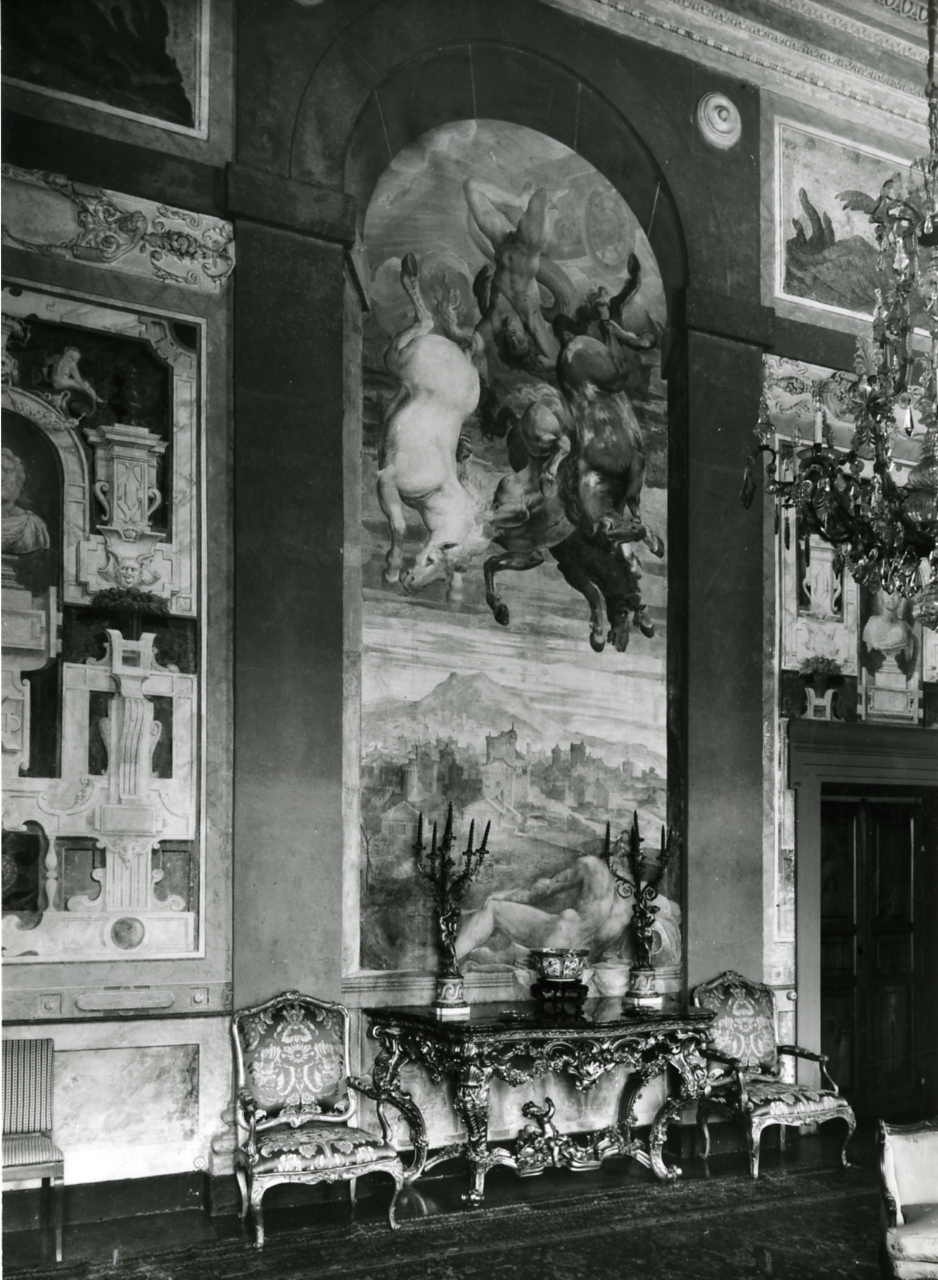
Villa delle Peschiere nelle foto di Paolo Monti, 1963
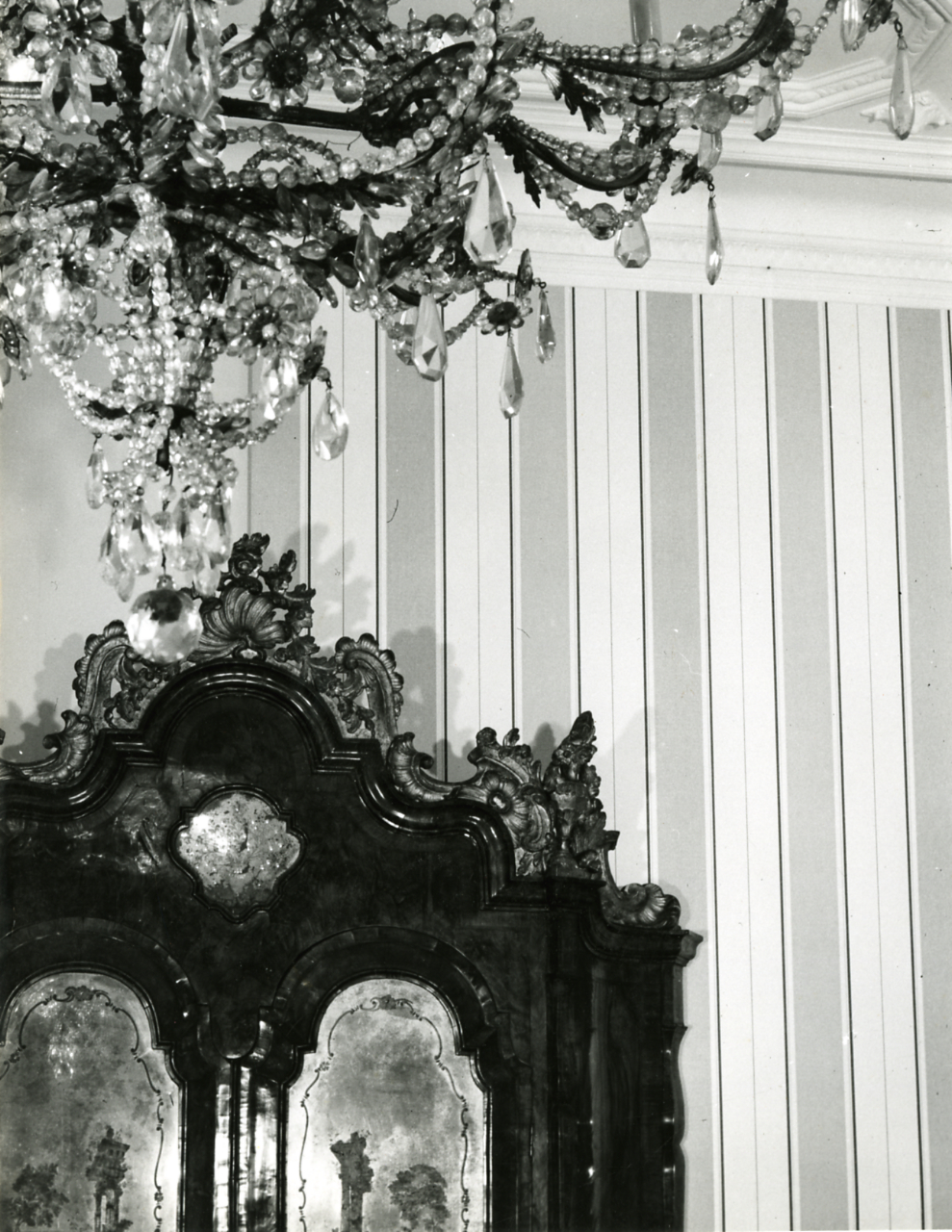
Villa delle Peschiere nelle foto di Paolo Monti, 1963
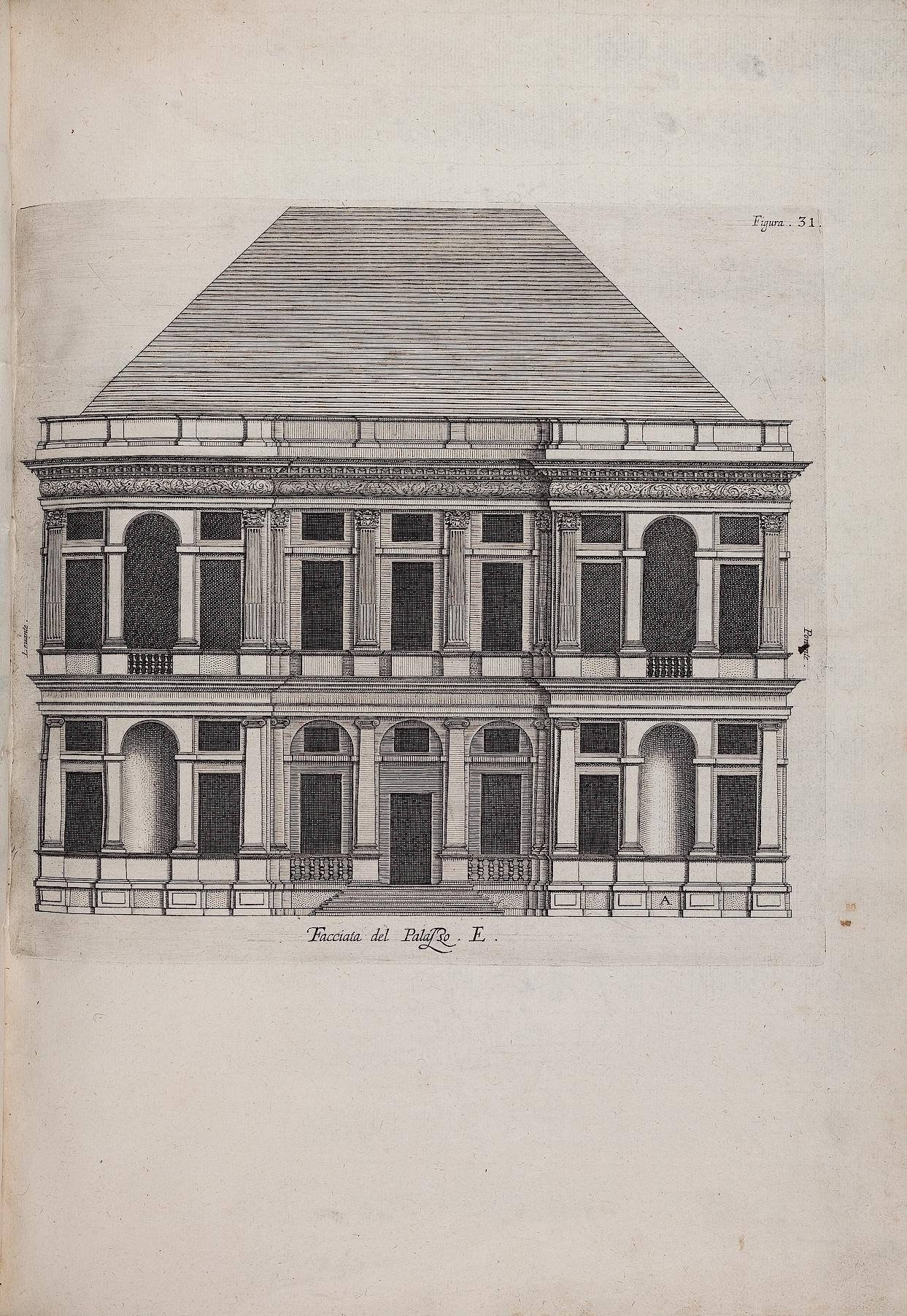
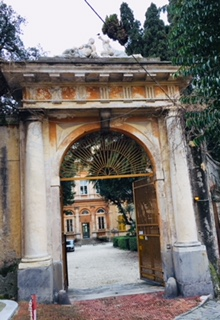
Villa delle Peschiere, portale
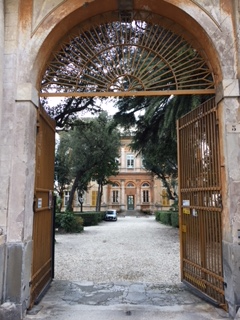
Villa delle Peschiere, portale
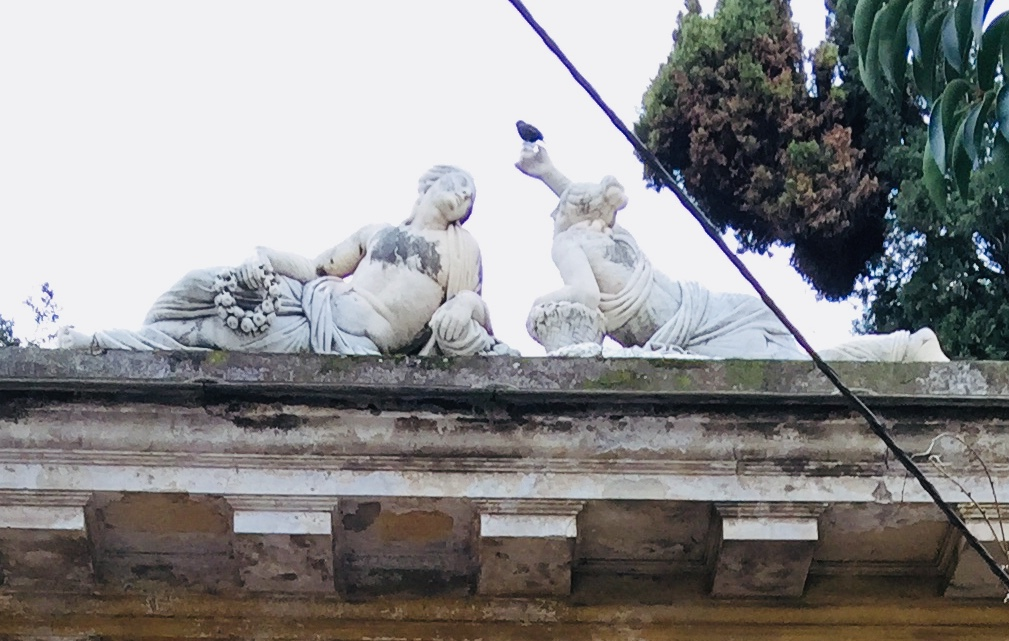
Villa delle Peschiere, portale